# (32749) 1981 EA9
1981 EA9 (asteroide 32749) é um asteroide da cintura principal. Possui uma excentricidade de 0.24290070 e uma inclinação de 6.86867º.
Este asteroide foi descoberto no dia 1 de março de 1981 por Schelte J. Bus em Siding Spring.